# 3574 Рудо
3574 Рудо (3574 Rudaux) — астероїд головного поясу, відкритий 13 жовтня 1982 року.
Тіссеранів параметр щодо Юпітера — 3,487.